# Waco CG-4

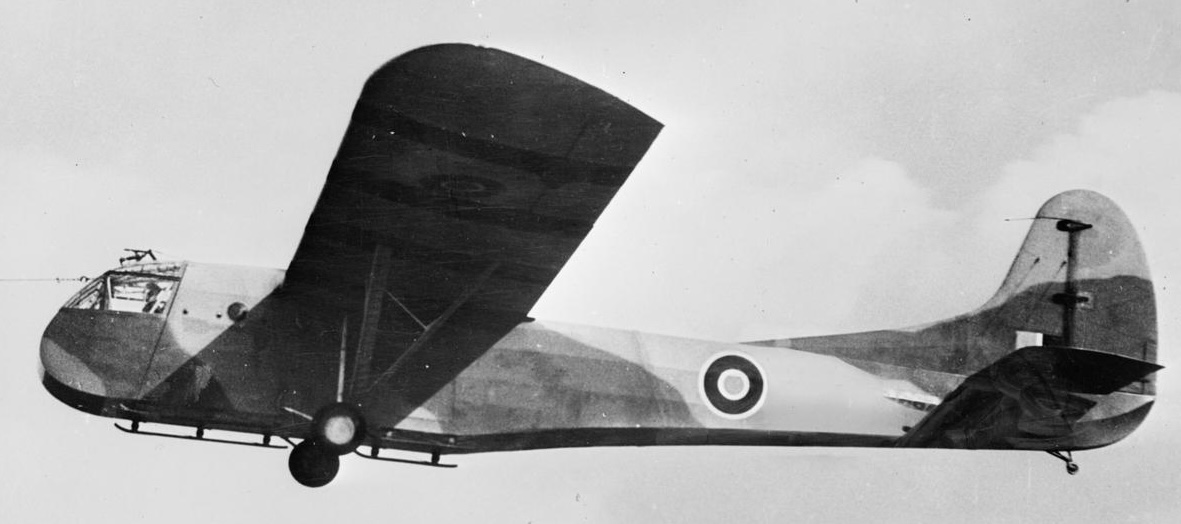
Waco CG-4 – widok z boku

Waco CG-4 Haig (oznaczenie brytyjskie CG-4 Hadrian) – amerykański lekki szybowiec transportowy z okresu II wojny światowej.

## Historia
Na początku 1941 roku dowództwo Korpusu Powietrznego Armii Stanów Zjednoczonych zwróciło się do wytwórni lotniczych o opracowanie szybowców transportowych. Na to zamówienie odpowiedziała między innymi wytwórnia Waco Aircraft Company of Troy z Troy w stanie Ohio. Podpisano z nią w czerwcu 1941 roku umowę na opracowanie dwóch typów szybowców – ośmiomiejscowego (oznaczony jako CG-3) i piętnastomiejscowego (oznaczony jako CG-4). Oba szybowce były opracowywane w tym samym czasie.
Prototyp szybowca CG-4 został opracowany w 1942 roku a prototyp przewidziany do prób w locie był gotowy w dniu 28 kwietnia 1942 roku. Natychmiast też rozpoczęto próby, ale biorąc pod uwagę wcześniejsze doświadczenia z prób szybowca CG-3 zdecydowano się na podjęcie produkcji seryjnej szybowca CG-4 i zamówiono serię składającą się z 640 szybowców tego typu.
Z uwagi na duże zapotrzebowanie na tego typu szybowce produkcję ich kierowano do różnych firm także niezwiązanych z produkcją lotniczą. Wiązało się to z dużymi kłopotami, lecz pozwalało na wyprodukowanie olbrzymiej ich liczby. Łącznie wyprodukowano do 1944 roku 13 909 szybowców Waco CG-4 co czyni go najliczniej produkowanym szybowcem transportowym w czasie II wojny światowej. Największą liczbę tych szybowców zbudowano w wytwórni Forda (4190 sztuk).
W 1943 podjęto próbę zamontowania w tym szybowcu silników. W wytwórni Northwestern Aeronautical Corp. opracowano prototyp takiego szybowca oznaczony jako XPG-1, wyposażonego w dwa silniki Franklin 6AC-298-N3 o mocy 95 KM (69 kW) każdy. Prototyp ten nie znalazł zastosowania z uwagi na zbyt małą moc silników. Kolejną próbę wyposażenia go w silniki podjęła firma Ridgefield Manufactura Co., gdzie zbudowano prototyp oznaczony jako XPG-2A z silnikami Ranger L-440-1 o mocy 130 KM (95 kW) każdy. Zbudowano niewielką serię (10 sztuk) tych motoszybowców oznaczonych jako PG-2A.

## Użycie w lotnictwie
Szybowce Waco CG-4 po rozpoczęciu produkcji seryjnej zostały skierowane do amerykańskich jednostek powietrznodesantowych jako jeden ze środków do transportu żołnierzy, jak również ładunku o masie do 1700 kg. W krótkim czasie stał się podstawowym szybowcem w armii amerykańskiej. Do jego holowania używano dwusilnikowych samolotów transportowych – zazwyczaj Douglas C-47. Maszyny o większej mocy silników (np. Curtiss C-46) umożliwiały holowanie dwóch szybowców jednocześnie (na dwuholu).
Używano go w dużej liczbie we wszystkich operacjach desantowych armii amerykańskich w czasie II wojny światowej. Na zachodnioeuropejskim teatrze wojennym użyto ich 5991, w rejonie Morza Śródziemnego 2303, a w rejonie południowego Pacyfiku – 504. Użyto ich m.in. w trakcie lądowania w Normandii, w operacji Market Garden i lądowania w południowej Francji. Z uwagi na mniejsze obciążenie powierzchni płata niż w szybowcu Airspeed Horsa miały większą możliwość wyboru miejsca do lądowania, szczególnie w terenie pokrytym sztucznymi przeszkodami przeciwdesantowymi (tak zwane szparagi Rommla).
Również Wielka Brytania zakupiła dla swoich wojsk powietrznodesantowych 740 sztuk szybowców CG-4, zostały one oznaczone jako CG-4 Hadrian i były również wykorzystywane do operacjach desantowych w Europie. Do ich holowania używano dwusilnikowych samolotów transportowych Armstrong Whitworth Albemarle.
Szybowiec był z założenia sprzętem wielorazowego użytku, jednak praktyka pokazała co innego. Lądowanie w silnie bronionym obszarze, często w warunkach przeciążenia (przeładowania konstrukcji), potrzeba szybkiego rozładowania samochodów i innego przewożonego sprzętu sprawiła, że zdecydowana większość szybowców z powodu uszkodzeń po lądowaniu nie nadawała się do dalszego wykorzystania. Jednak lądowanie szybowca w konkretnym miejscu (brak rozproszenia sił jak w desancie) oraz przewożony w szybowcu sprzęt stanowiły tak istotne zalety, że szybowce transportowe (w tym Waco CG-4) były szeroko wykorzystywane podczas II wojny światowej.

## Opis konstrukcji
Szybowiec Waco CG-4A to górnopłat zastrzałowy o konstrukcji mieszanej, metalowo-drewnianej.
Skrzydła dwudźwigarowe wykonane z drewna, pokryte cienką sklejką i dodatkowo kryte płótnem. Skrzydła wyposażone w hamulce aerodynamiczne. Obrys prostokątny z zaokrąglonymi końcówkami. Zastrzał w kształcie litery V.
Kadłub o konstrukcji kratownicowej, wykonany ze spawanych rur stalowych i kryty płótnem. W kadłubie ładownia, w której można było transportować 13 żołnierzy którzy siedzieli na drewnianych ławkach po obu stronach ładowni. Zamiast żołnierzy można było transportować ładunek o masie do 1700 kg albo samochód terenowy Willys Jeep z radiostacją i trzema żołnierzami lub haubica M3A1 kal. 75 mm wraz z 3 kanonierami i amunicją. Kabina dwóch pilotów znajdowała się w przedniej części kadłuba. Piloci siedzieli obok siebie i posiadali podstawowe przyrządy nawigacyjno-pilotażowe. Kabina pilotów przy załadunku i wyładunku była podnoszona do góry.
W pierwszych seriach szybowiec nie posiadał podwozia a jedynie płozy. W późniejszych zastosowano stałe podwozie główne typu teleskopowego.